# Гавришко-Бабічева Алла Геннадіївна
[[
|міні|Алла Гавришко-Бабічева]]

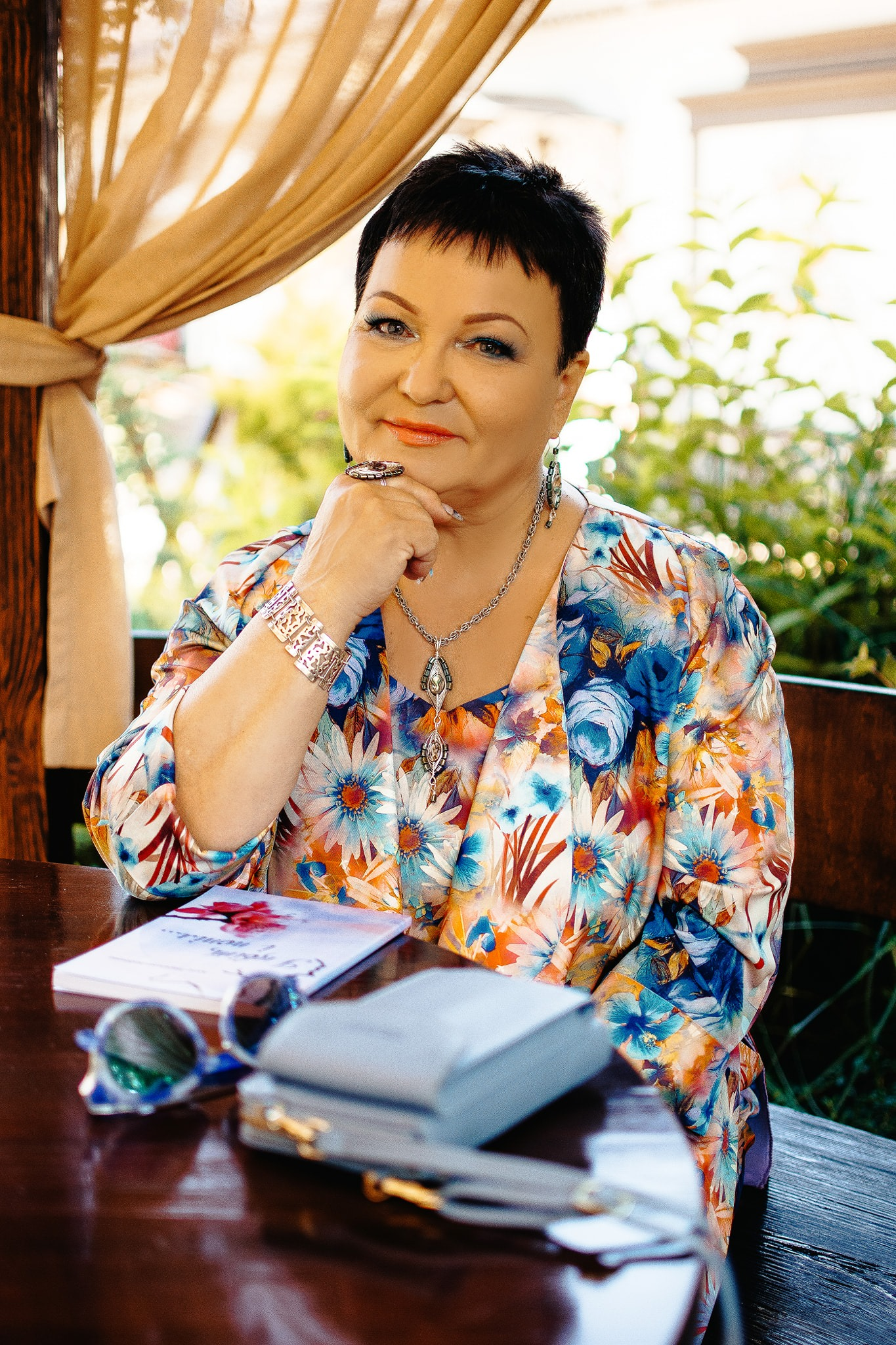
Алла Гавришко-Бабічева

А́лла Генна́діївна Гаври́шко-Ба́бічева (нар. 1 серпня 1958, м. Коломна, Московська область) — українська поетеса, член Національної спілки письменників України (2018)., Вінницької обласної спілки письменників (2016)і Товариства письменників і журналістів імені Івана Франка (2025)

## Біографія
1 серпня 1958 року м. Коломна Московської області тодішнього СРСР. де батько – Львів’янин відробляв п’ятирічну практику після закінчення Львівського сільськогосподарського інституту. З 5-ти років виховувалася у професорській сім'ї бабусі і дідуся у м. Львів. В 15 років залишилася без годувальників. Закінчила Ходорівське будівельне училище, працювала на домобудівельному підприємстві Львова. З 1978 р. живе в Тульчині, де працювала швачкою-резервістом 4-го розряду на місцевій швейній фабриці у цеху з пошиву одягу з натуральної сировини, була зареєстрована, як підприємець — тримала власну студію дизайну і пошиву одягу з натурального хутра і шкіри. У 2009 р. стала членом Тульчинського районного літературно-мистецького об'єднання «Оберіг», в 2014 членом літературно-мистецького об'єднання «Автограф» Вінницької громадської організації «Велика рідня». Є засновником і керівником міжрайонного літературно-мистецького гурту «Зимова вишня», засновником і керівником дитячої літературної студії «Сузір'я» при Тульчинському технікумі ветеринарної медицини БНАУ, є досвідченим фелтмейкером і засновником Art-студії «WoolЦвіт» з навчання виготовлення одягу і аксесуарів з натуральної вовни і рослинного фарбування натуральних тканин.   Знаний в Україні художник - аматор. Є засновником і фелтмейкером Art-студії «WoolЦвіт» з виготовлення еко одягу та аксесуарів з вовни і рослинного фарбування натуральних тканин.Автор сценаріїв до заходів для учбових закладів ітворчих колективів міста, упорядник, дизайнер та ілюстратор власних, спільних і багатьох книг авторів Вінниччини, листівок та іншої продукції до друку, працює з різноманітними програмами Ші, у професійній програмі Adobe Photoshop, професійній програмі зі створення фільмів Vegas Pro, Bluff Titler і багатьох інших. Захоплюється живописом і акриловою заливкою в стилі FluidArt, анімацією, створенням тематичних кліпів до пісень відомих на Поділлі співаків-аматорів і тематичних роликів для закладів освіти і організацій міста та області, бісероплетінням, виготовленням біжутерії з срібла і натурального каміння в стилі WireWrap, художньою заливкою шоколадною глазур’ю випічки безглютенових десертів. Є відомим в Україні селекціонером рослин власного приватного розплідника колеусів «Тропічний рай».

## Літературна діяльність
Поетеса, прозаїк. Авторка, дизайнер та ілюстратор 18 книг українською та 3 російською мовою, у тому числі лірики, малої прози,
- «Ода любви» (2008);
- «По млечному пути» (2009);
- «Всі професії чудові» (2010);
- «Наш рідний дім» (2010);
- «Сонячні промінці» (2010);
- «Чудово мріяти на двох» (2010);
- «На перехресті всіх доріг» (2010)
- «Оберіг» у портретах олівцем" (2011);
- «У яскравих перлинах душі» (2011);
- «Долгая дорога длинною в жизнь» (2012);
- «Весняні проліски» (2013);
- «Абетка» (2013);
- «За відліком часу» (2016)[2];
- «У трояндових росах» (2016)[3];
- «І цвіт, і попіл» (2018)[4];
[5];

а також 7 збірок-розмальовок для дітей:
- «Сонячні промінці» (2019)[6];
- «Наше місто рідний дім» (2015)[6];
- «Ми крокуємо сміливо»; (2015)[7];
- «Ми природи любі діти» (2015)[8];
- «Абетка» (2019)[9];
- «Всіх професій є багато» (2016)[10];
- «Новий рік» (2016)[11];

Друкувалась у журналі: «Дніпро», «Чорнильна Хвиля», у спільних збірках « Київського клубу поезії», у Міжнародному журналі «Склянка Часу / Zeitglas» (Україна—Росія—Німеччина), у часописах і альманахах журналу «Склянка Часу / Zeitglas» і видавництва Лілії Стасюк м. Хмельницький, а також у альманахах Харкова, Дніпра, Одеси, Луцька, Вінниці — "Захисник — повертайся живим!, «Україна в огні», фотоальбом: Вінниччина у світлинах, живописі та слов «Одвічна Вінниччина», альбом репродукцій картин вінницьких художників та поезій вінницьких письменників про Вінницю «Вулицями Вінниці», « І музика, і слово, і сльоза…», «Болить душа в краплині слова», в регіональній та місцевій періодиці. Низка творів покладена на музику і увійшла до пісенників і дисків композитора Ольги Янушкевич. Видавництвом «Твердиня» міста Луцьк була запрошена на презентацію своєї поетичної збірки «І цвіт і попіл…»  на Львівський Всеукраїнський книжковий форум видавців 2018 року. Неодноразово брала участь в літературних передачах обласного радіо і телебачення.

Лауреатка Подільської літературно-мистецької премії «Кришталева вишня» (2015), всеукраїнського конкурсу поезії «Малахітовий носоріг» (2014, 2015), всеукраїнського фестивалю поезії «Підкова Пегаса» (2015, 2016), міжнародного поетичного конкурсу "На боці світла" (2024), що є частиною Міжнародного проекту "CreativeWorld" присвяченому війні в Україні і Ізраїлі. 
З початком великої війни 2022 року за свободу України активно друкувалася в регіональній та місцевій періодиці, у виданнях Товариства письменників і журналістів імені Івана Франка, а саме: у Літературно - мистецькому альманаху "Євшан" 2023 року – №2-9 – Кропивницький – Харків – Мачулін, 2024 року – 12-13, 20  – друкарня ТОВ «ПРОМАРТ», Харків –  і антології української поезії і прози «Слово» – № 1-5 – віддруковано ФОП Озеров Г.В., Харків. Твори увійшли в антологію воєнної лірики, присвячену 210-й річниці з дня народження Тараса Григоровича Шевченка і до міжнародного альманаху "На боці світла", що є частиною Міжнародного проекту конкурсу "Creative World" в якому стала дипломантом в номінації - поезія в 2024 році. Твори увійшли в антологію воєнної лірики, присвячену 210-й річниці з дня народження Тараса Григоровича Шевченка і до міжнародного альманаху "На боці світла", що є частиною Міжнародного проекту конкурсу "CreativeWorld" присвяченому війні в Україні і Ізраїлі в якому взяли участь поети з України, Ізраїлю, Німеччини, Нової Зеландії, США, Канади, Польщі, Фінляндії, Бельгії, Швейцарії і стала дипломантом в номінації – поезія – Друкарський двір Олега Федорова, друкарня ТОВ «7БЦ , Еиївська обл, Бровари.